# Putere electrică
Puterea electrică este o mărime electrică care indică viteza de transfer a energiei electrice într-un circuit electric. În SI puterea electrică se măsoară în wați sau în joule/secundă. Poate fi generată prin inducție electromagnetică. Se exprimă în wați (ptr. putere activă), volt-amperi (ptr. putere aparentă) sau vari (ptr. putere reactivă). Se disting mai multe tipuri de putere electrică după tipul de curent electric.